# Chance Pe Dance – Tanz um dein Glück
Chance Pe Dance (Hindi चांस पे डांस) ist ein Hindi-Film von Ken Ghosh. Die Hauptrolle übernimmt Shahid Kapoor, den er in seinem Film Ishq Vishk entdeckte.

## Handlung
Seit seiner Kindheit träumt Sameer Behl davon, ein Bollywoodstar zu werden. Gegen den Willen seines Vaters zieht er von Delhi nach Bombay in die Filmmetropole, um seinen Traum zu verwirklichen. Obwohl er das nötige Talent hat, hat er es seit seiner Ankunft nicht sehr weit geschafft und rennt von einem Casting zum nächsten.
Doch bald scheint sich das Blatt zu wenden, als er die hübsche Choreographin Tina Sharma kennenlernt und der Regisseur Rajiv Sharma einen neuen Hauptdarsteller für seinen neuen Tanzfilm sucht. Als Sameer seine Tanzkünste unter Beweis stellt, bekommt er die Rolle. 
Zwischenzeitlich wird Sameer vom Pech verfolgt: Er wird aus der Wohnung geworfen, weil er monatelang keine Miete bezahlen konnte und wird auch noch als Kurierfahrer entlassen. Nun schläft er in seinem Auto und sucht nach einem Job, um die Zeit bis Drehbeginn finanziell zu überbrücken. In einer Stellenanzeige wird er auf eine Schule aufmerksam, die dringend einen Tanzlehrer sucht. Dort verhilft er den Schülern sogar zum Sieg bei einem Schulwettbewerb. 
Die schlechte Nachricht: Der Produzent des Films will die Besetzung der männlichen Hauptrolle anhand einer Fernseh-Castingshow vom Publikum entscheiden lassen. Sameer ist am Boden zerstört. Doch dann wird in den Nachrichten gezeigt, dass in Delhi Unruhen herrschen. Sameer entschließt sich, zu seinem Vater nach Delhi zurückzukehren, um ihm zu helfen. In der Zwischenzeit gibt er seinen Traum auf und will nicht mehr zum Casting nach Bombay zurück, was er auch seiner Freundin Tina am Telefon erklärt. Im Fernsehen läuft die Show, in der Sameer als Liebling des Publikums genannt wird. Sameers Vater wird klar, dass sein Sohn es schaffen kann. Er überredet ihn, die Chance zu nutzen. Sameer schafft es noch zum Casting, das er dann auch gewinnt. 
Ein Jahr später: Gemeinsam mit Tina läuft er zur Premiere seines Films Chance pe Dance den roten Teppich entlang.

## Musik
| Songtitel                     | Sänger/in                                              |
| ----------------------------- | ------------------------------------------------------ |
| Pe... Pe... Pepein....        | Neeraj Shridhar, Master Saleem, Hard Kaur              |
| Pump It Up                    | Vishal Dadlani                                         |
| Pal Mein Hi                   | Shreya Ghoshal, Soham                                  |
| One More Dance                | Kunal Ganjawala                                        |
| Yaba Daba Yahoo               | Kunal Ganjawala                                        |
| Rishta Hai Mera               | Shaan, Tulsi Kumar                                     |
| Just Do It                    | Amit Kumar                                             |
| Pump It Up (Remix)            | Vishal Dadlani                                         |
| Pe... Pe... Pepein.... (Duet) | Neeraj Shridhar, Master Saleem, Hard Kaur, Tulsi Kumar |

## Kritik
(...) „Chance pe Dance“ [ist] kein wirklich schlechter Film. Man kann ihn einfach so wegschauen, er tut nicht weh und für die Dosis Bollywood zwischendrin reicht er alle male aus, doch an „Om Shanti Om“, „In guten wie in schweren Tagen“ (Kabhi Khushi Kabhie Gham) oder den noch eher verwandten „Dil To Pagal Hai – Mein Herz spielt verrückt“ kommt er einfach nicht ran. Eben gut gemeint statt gut. (von Eric Hoch digitalvd.de)

## Dies und Das
- Zuerst sollte der Film den Titel Yahoo erhalten.
- Die eigentlich vorgesehene Hauptdarstellerin Jiah Khan wurde zur Hälfte des Filmdrehs durch Genelia D´Souza ersetzt.[2]